# Анисимовська сільська рада
Ани́симовська сільська рада (рос. Анисимовский сельский совет) — сільське поселення у складі Тальменського району Алтайського краю Росії.
Адміністративний центр — село Анисимово.

## Історія
2011 року ліквідована Загайновська сільська рада (село Загайново), територія увійшла до складу Анисимовської сільради.

## Населення
Населення — 1365 осіб (2019; 1610 в 2010, 2279 у 2002).

## Склад
До складу сільської ради входять:
| Населений пункт | Населення, осіб (2002) | Населення, осіб (2010) |
| --------------- | ---------------------- | ---------------------- |
| Анисимово, село | 1738                   | 1287                   |
| Загайново, село | 541                    | 323                    |